# Целий Аконий Пробиан
Це́лий Ако́ний Пробиа́н (лат. Caelius Aconius Probianus, годы деятельности 461—471) — политический деятель Западной Римской империи, консул 471 года.

## Биография
Был преторианским префектом Италии при императоре Либии Севере с 461 по 463 годы. В 471 году император Западной Римской империи Прокопий Антемий назначил его консулом, его коллегой был император Восточной Империи Лев I.